# سام غودوين
سام غودوين (بالإنجليزية: Sam Goodwin)‏ هو لاعب كرة قدم بريطاني في مركز الوسط، ولد في 14 مارس 1943 في Tarbolton ‏ في المملكة المتحدة، وتوفي في 9 مارس 2005 في کوتبريج ‏ في المملكة المتحدة. لعب مع كريستال بالاس ونادي أردريونيانز ونادي ماذرويل.